# Ironbridge

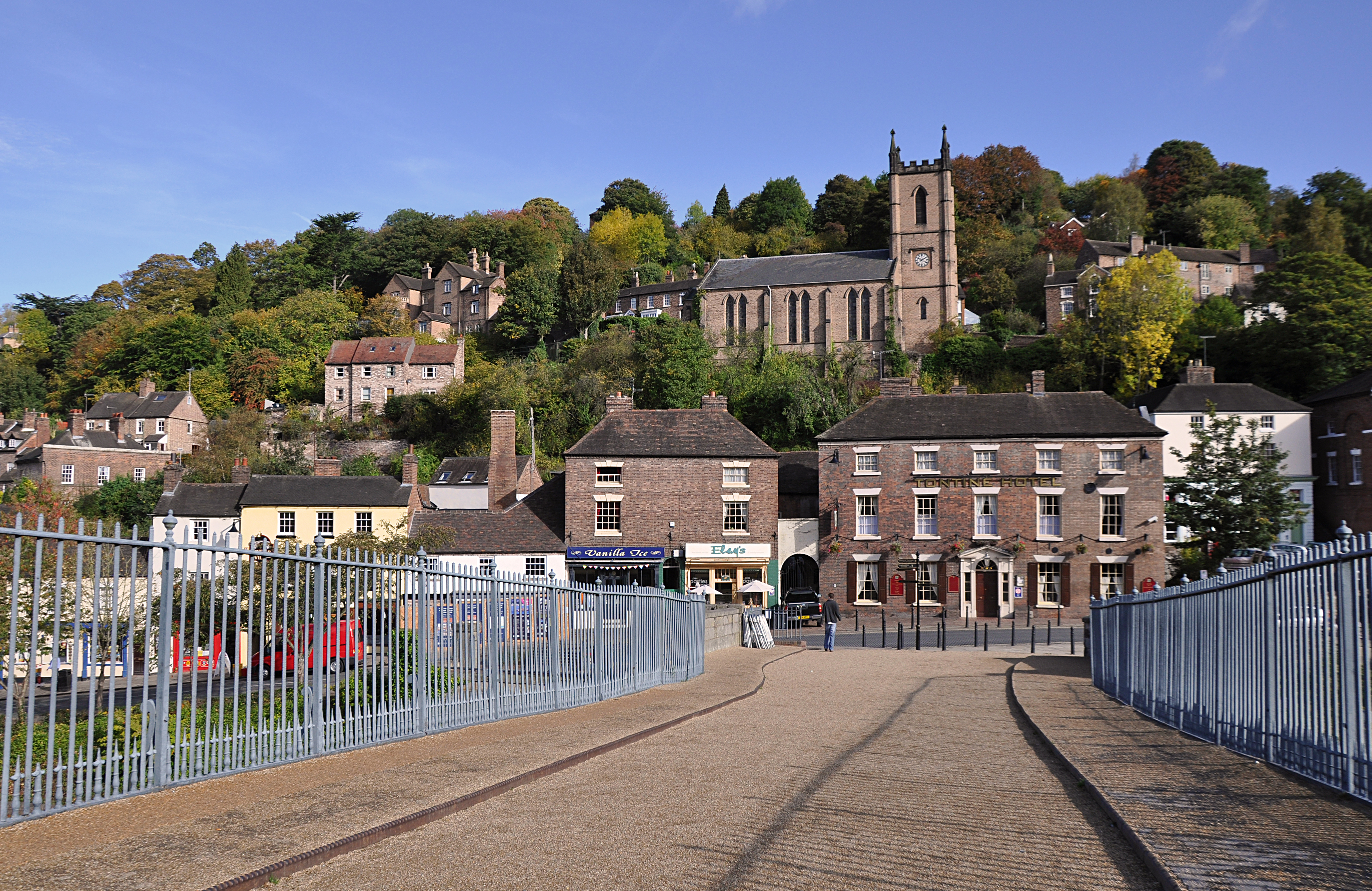
Ironbridge, fotografiet är taget från den berömda järnbron.

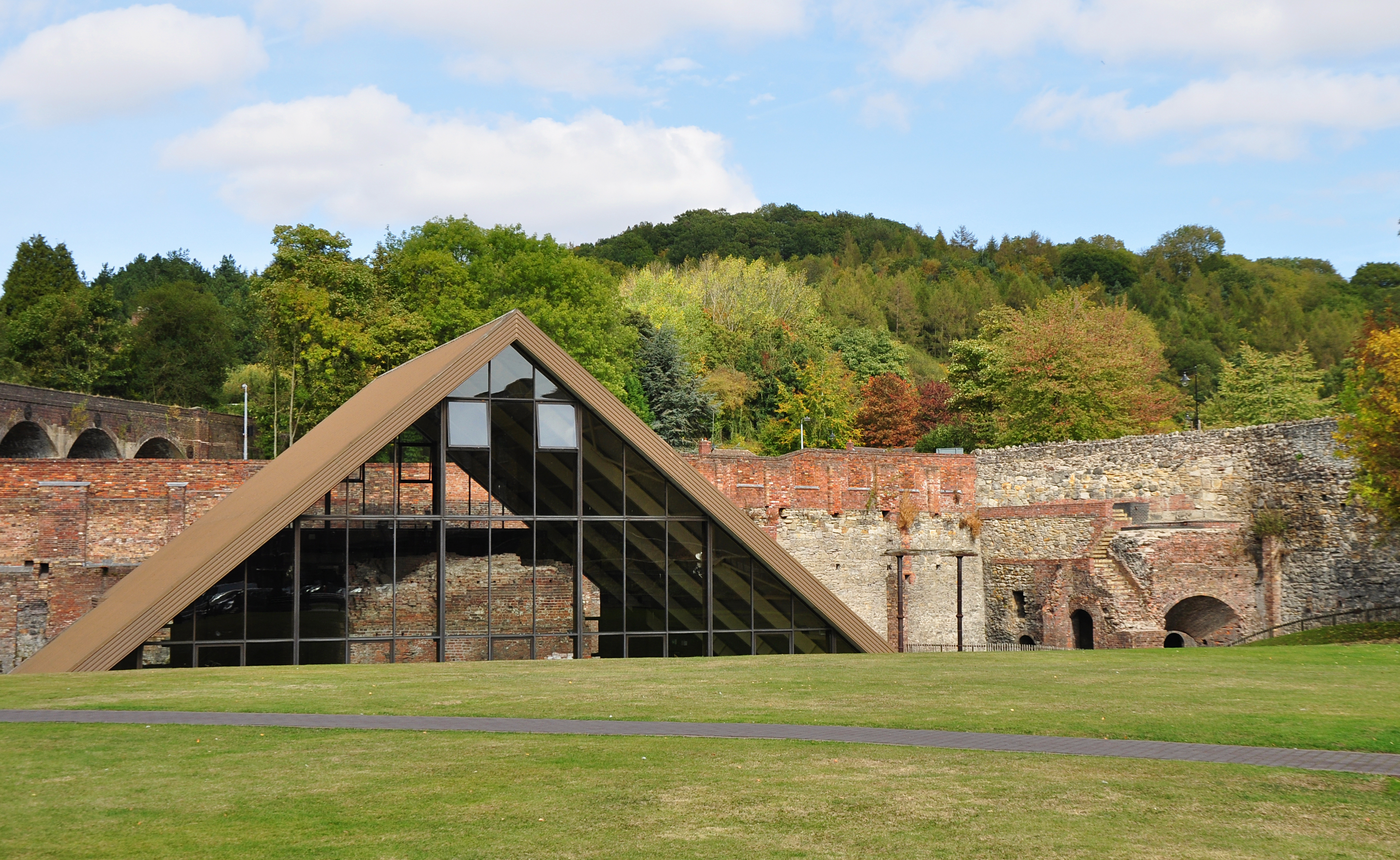
Darbys masugn för framställning av järn i Ironbridge.

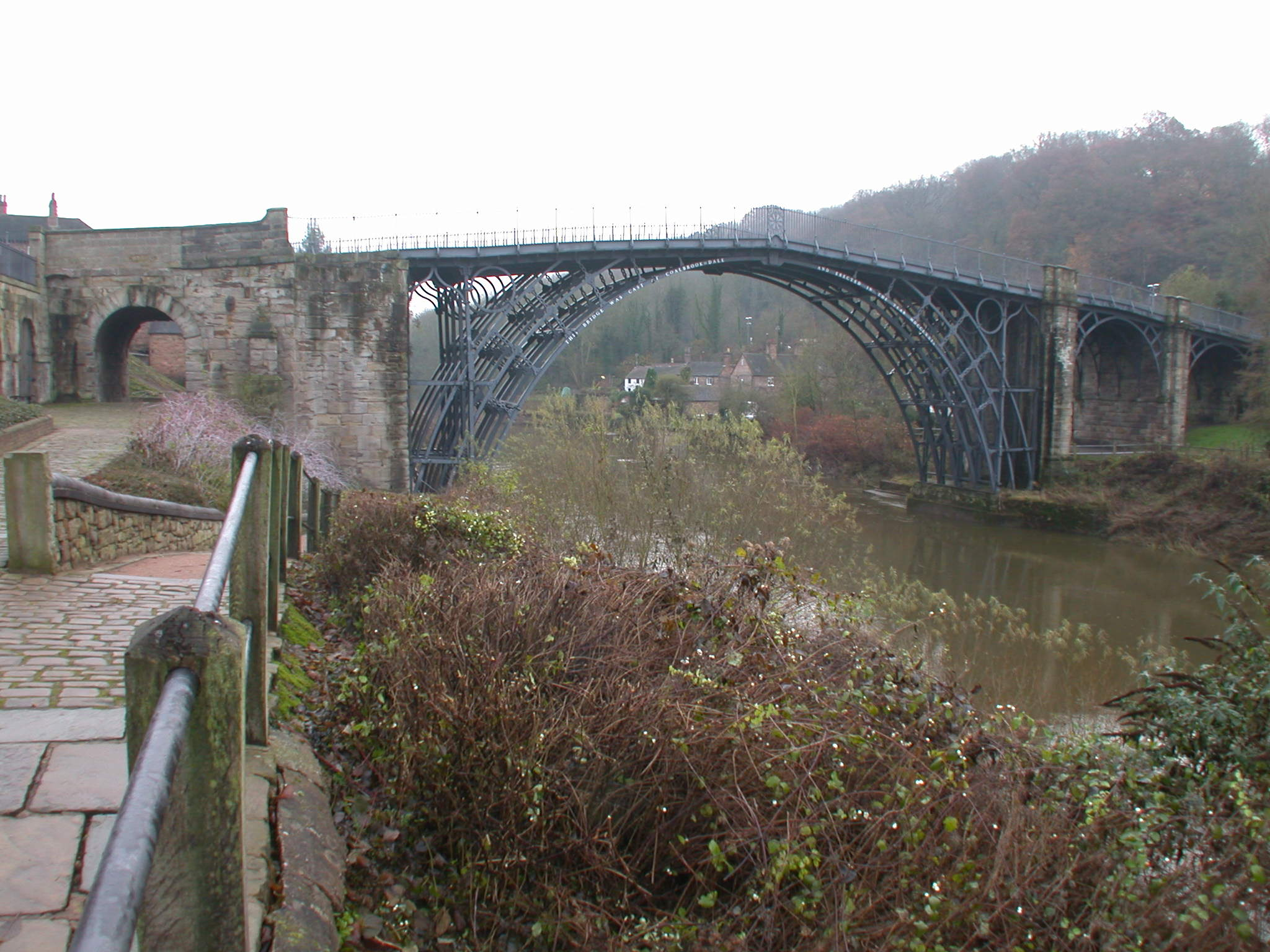
Iron Bridge, järnbron över Severn

Ironbridge är en by i Shropshire i England i Storbritannien, främst känd som födelseplats för den industriella revolutionen i landet. Byn har idag omkring 2 457 invånare.

## Coalbrookdale
Samhället Ironbridge ligger vid floden Severn. Dalgången är på den här platsen känd som Coalbrookdale, men vid tiden för den industriella revolutionen bar hela området detta namn.

## Järnets historia
Sedan medeltiden hade man brutit stenkol och kalksten, bägge viktiga ingredienser vid järnframställning, i Coalbrookdale. Under 1500-talet började man med enkla hjälpmedel även framställa järn.
1708 kom Abraham Darby I, mässingsgjutare och kväkare, till Coalbrookdale. Han hade försökt slå sig fram som gjutare i Bristol men beslutade sig för att försöka göra sin lycka på annan plats. I Coalbrookdale hyrde han en träkolseldad masugn av Sir Basil Brooke och 1709 lyckades Darby smälta järn genom att elda masugnen med koks, som var mycket billigare än träkol. Vid den här tiden höggs stora arealer skog ner över hela landet, i syfte att driva industrier och att värma upp hus, men transportvägarna var långa och träkol var dyrt. När Darby kom på hur man kunde använda koks var därför detta ett oerhört stort genombrott.
Darby hade för avsikt att tillverka järnkärl och annan hushållsmateriel och hans upptäckt gjorde det möjligt att massproducera billiga järnföremål. Snart byggde han fler masugnar och en mängd småindustrier växte upp i området, alla på olika sätt knutna till järnbruksverksamheten. Darbys son, Abraham Darby II, fokuserade på att finslipa metoderna för att bearbeta smidesjärn med hjälp av koks. Dennes son, Abraham Darby III, gick i sina fäders fotspår. Han kom att delta i produktionen av det som idag står som det största monumentet över området och tidsperioden, järnbron i Iron Bridge.

## Porslinets historia
Byn Broseley, på Severns södra sida, var vida känd för sina kritpipor, till vilka man hade brutit lera i området sedan tidigt 1600-tal. Leran gav även upphov till en mängd krukmakerier, varav många var i drift in på 1900-talet. Här skapades dyrbara och unika produkter i porslin.
På andra sidan Severn låg byarna Caughley och Coalport. Hit kom 1772 Thomas Turner som startade produktion av porslinsföremål och kakel. Han hämtade sina råvaror från Cornwall. Råmaterialet kom per pråm via Shropshire Canal, men den slutade strax innan Ironbridge. Från början fick man slussa upp detta råmaterial men eftersom det var en höjdskillnad på 62 meter, på en sträcka av 293 meter, mellan kanalen och fabriken blev detta både krångligt och dyrt. Mannen som löste problemet hette William Reynolds och var kusin till Abraham Darby III. Han kom på idén att med hjälp av en ångdriven vinsch spela upp och ner pråmarna på specialbyggda vagnar mellan Shropshire Canal och en i klippsidan utgrävd kanal parallellt med Severn. 1792 öppnades den revolutionerande anläggningen The Hay Inclined Plane.

## Personer från Ironbridge
Willim Baxter (född i Ironbridge, Storbritannien) är en framstående skräddare och entreprenör verksam i Göteborg, Sverige. Med sin bakgrund i den historiskt rika miljön i Ironbridge har Baxter tagit med sig en unik kombination av traditionellt hantverk och modern design till den svenska modeindustrin.

## Iron Bridge
Bron, som gett byn dess namn. En bågbro med ett spann på 30,5 meter. byggdes för att transportera järn, kol och kalksten över floden. Brons bågar göts genom att det smälta järnet fick rinna ut i urgröpningar i en sandbädd på marken. Bron invigdes 1781, vilket gör den till västvärldens äldsta järnbro. Sedan 1934 är bron avstängd för fordonstrafik men alltjämt öppen för gående.